# Saison 11 de Archer
Chronologie
Saison 10 Saison 12
Cet article présente les épisodes de la onzième saison de la série télévisée d'animation Archer.

## Épisodes
| № | # | Titre                                   | Réalisation        | Scénario         | Première diffusion | Audience (en millions) |
| --- | - | --------------------------------------- | ------------------ | ---------------- | ------------------ | ---------------------- |
| 111 | 1 | Réveil en douceur The Orpheus Gambit    | Chad Hurd          | Mark Ganek       | 16 septembre 2020  | 0,38                   |
| Une mission secrète menée par Lana et Cyril est interrompue lorsque le téléphone de Lana alerte les gardes armés de leur position. Ils se lancent dans une fusillade à moto à grande vitesse où Ray, Pam et Krieger les aident à s'échapper. Le téléphone de Lana sonne à nouveau alors qu'elle est dans la camionnette de Krieger, en répondant, elle apprend qu'Archer s'est réveillé de son coma de trois ans. Elle l'annonce à tout le monde dans la camionnette, à leur grand choc et étonnement. Trois mois plus tard, Archer se réveille dans son lit pour découvrir que son appartement est un désastre, avec des bouteilles d'alcool et des décorations Welcome Home éparpillées partout. Par habitude, il appelle Woodhouse, pour se rendre compte qu'il n'est plus en vie. Archer appelle Woodhouse « égoïste » pour être mort. Malory appelle son téléphone portable et lui dit qu'elle s'attend à le voir au travail ce jour-là et qu'elle a embauché un nouveau valet pour lui. Lorsque le valet arrive, Archer le réprimande pour être arrivé à son appartement avec deux minutes de retard. En arrivant au quartier général de l'ISIS, Archer est consterné lorsque personne ne le salue, il est surpris de trouver Cheryl se comportant normalement. Lorsqu'il rejoint la réunion et ne voit pas Lana, Archer interrompt la présentation, déclarant qu'il a l'impression qu'elle l'évite. Malory dit à Cyril de procéder au briefing de mission, tandis qu'Archer se moque de lui et tente de le frapper avec sa canne. Cela provoque l'arrêt de Cyril alors que le bras de sa veste se déchire en raison de l'augmentation de sa masse musculaire. Cyril continue de les briefer sur leur prochaine mission, qui consiste à garder la statue connue sous le nom d'« Orphée pleurant » d'être volé par le voleur d'art connu sous le nom de « Peregrine ». Ray complimente le briefing de Cyril et lui donne un coup de poing, ce à quoi Archer réfute : « Vous êtes amis maintenant ? » Cela suscite un regard dégoûté de la part des deux. Archer essaie alors de convaincre Cyril, Pam et Ray de lui acheter un brunch de bienvenue pour la rentrée, ils esquivent la suggestion. Cheryl leur dit de l'emmener ailleurs afin que « la nouvelle meilleure Cheryl » puisse faire du travail. Pam assure à Archer qu'ils sortiront bientôt. Frustré, Archer dit à tout le monde qu'il sera dans son bureau s'ils ont besoin de lui. Malory surprend Archer et lui fait savoir qu'il n'a plus de bureau, le forçant à traîner seul dans la salle de pause, « comme un pervers ». Ray dit à Archer que Krieger veut le voir et Archer commente que Cyril est un cochon de réfrigérateur avec ses shakes protéinés. Archer est assis dans le laboratoire de Krieger avec un appareil sur la tête pour scanner son cerveau, ce scan est utilisé pour créer la canne tactile d'Archer. À la galerie d'art, Malory et Cyril informent l'équipe de la mission avec l'agent Bruchstein. Archer ignore les ordres de Cyril et va dire à Lana ce qu'il ressent, seulement pour découvrir qu'elle est mariée maintenant. Robert est compréhensif et amical avec Archer, il part pour qu'Archer et Lana puissent terminer leur conversation. Après qu'Archer ait réprimandé Lana et se soit moqué de Robert, il commence à regarder l'œuvre d'art. Une vieille femme regardant le même tableau demande à Archer ce qu'il en pense, ce à quoi il répond : « Cela ressemble à cette chose où vous avez été absent pendant longtemps et quand vous revenez, personne ne s'en soucie vraiment et les gens ont passé à autre chose, tu es tout seul et personne ne te comprend. » La vieille dame est finalement offensée et part après qu'Acher ait suggéré que le tableau pourrait simplement être une femme avec de « grosses canettes ». Ensuite, nous voyons Robert et Archer avoir une brève conversation sur l'art, les fortunes et sa relation avec Lana. Archer se moque à nouveau de Robert, le faisant partir, réalisant qu'Archer peut avoir besoin de plus de temps pour s'adapter. Les ondes cérébrales d'Archer sont « partout » alors qu'il a du mal à utiliser sa canne pour rester debout, déplorant Lana utilisant son lit d'hôpital comme « bar pour célibataires ». Ray étant frustré par la monopolisation du réfrigérateur de Cyril et Lana contrariée par l'attitude d'Archer, ils finissent tous par bavarder les uns avec les autres et complètement hors de position. Malory leur reproche d'être si bâclé. Ray commente que l'incident était entièrement de la faute d'Archer, ce à quoi Lana répond à quel point la dynamique de leur équipe était excellente avant son retour. En suggérant qu'ils reviennent à « heure de coma », Lana remarque qu'Archer se tient assez près pour entendre tout ce qu'ils disent. Quand Archer demande s'ils étaient vraiment plus heureux sans lui, ils tentent en vain de le consoler. Archer s'éloigne silencieusement pour chercher du réconfort dans l'alcool que Pam a dans son flacon. Elle le réconforte et lui assure que tout ira bien, même si les circonstances sont différentes. Archer s'excuse et accepte le fait qu'il assumera un rôle de soutien dans la mission. Cyril dit alors à Archer : « Comme Orphée, toi aussi tu as visité le pays des morts ». Archer dit à Cyril qu'il a assassiné le sous-texte de cette conversation. L'agent Bruchstein s'approche du groupe et les réprimande pour avoir permis le vol de la statue d'Orphée. Archer et Krieger découvrent que la photo de Peregrine que l'équipe a obtenue était fausse et que l'agent Bruchstein était en fait Peregrine. Après que Peregrine et le barman aient utilisé des gaz lacrymogènes pour mettre fin à la fusillade qui vient de s'ensuivre, ils montent à moto pour s'échapper. Archer les ralentit avec le sable turquoise avec lequel il punissait Woodhouse, le jetant sous et autour des roues de la moto, alors qu'il crie « allez les chercher Woodhouse! » Alors que Cyril empêche la moto du barman de s'éloigner en saisissant le siège et en s'ancrant à une grande sculpture, Archer sort son arme et tire sur les poutres métalliques du plafond, les faisant tomber sur le barman. Alors que la moto de Peregrine commence à s'éloigner, Archer sort à nouveau son arme, seulement pour découvrir qu'elle est vide. Dans un ultime effort pour arrêter Peregrine, Archer jette sa canne sur la moto comme un javelot, elle se coince dans la roue avant, le faisant s'écraser et déjouant son évasion. Malory se dirige vers Archer et dit « Bienvenue. Ça t'a pris assez de temps. » |   |                                         |                    |                  |                    |                        |
| 112 | 2 | Tous les coups sont permis Bloodsploosh | Pierre Cerrato     | Mike Arnold      | 16 septembre 2020  | 0,31                   |
| Archer et le gang assistent à un tournoi d'arts martiaux pour dégager un trafiquant d'armes international. |   |                                         |                    |                  |                    |                        |
| 113 | 3 | Le renfort de trop Helping Hands        | Casey Willis       | Shana Gohd       | 23 septembre 2020  | 0,24                   |
| Lana et Cyril tentent de voler une technologie expérimentale à une inventrice recluse, mais c'est sans compter sur un détail crucial : Sterling Archer. |   |                                         |                    |                  |                    |                        |
| 114 | 4 | L'usine de Barry Robot Factory          | Matt Thompson      | Matt Roller      | 30 septembre 2020  | 0,29                   |
| Alors qu'Archer était dans le coma, Barry a fait beaucoup d'introspection et est maintenant une machine à tuer indestructible bien mieux ajustée qui est un membre apprécié de l'équipe et n'est pas aussi sujette au double croisement qui, selon Archer, est sur le point de se produire. Nouveau, Better Barry accompagne Archer, Lana et Cyril dans une mission visant à fermer une usine de robots russes en utilisant les schémas de Barry pour produire plus de versions de différents types, dont la plupart constituent une blague. |   |                                         |                    |                  |                    |                        |
| 115 | 5 | Son meilleur ami Best Friends           | Chi Duong Sato     | Matt Roller      | 7 octobre 2020     | 0,31                   |
| Archer est absolument enchanté de son nouveau majordome, Aleister. |   |                                         |                    |                  |                    |                        |
| 116 | 6 | Double rendez-vous The Double Date      | Marcus Rosentrater | Shane Kosakowski | 14 octobre 2020    | 0,36                   |
| Archer présente sa nouvelle conquête à Lana, qui ne peut s'empêcher de remarquer une ressemblance. De son côté, Cyril est frustré par ses collègues. |   |                                         |                    |                  |                    |                        |
| 117 | 7 | Opération kidnapping Caught Napping     | Justin Wagner      | Mark Ganek       | 21 octobre 2020    | 0,33                   |
| Lorsqu'AJ est victime d'un enlèvement, Archer, Lana et l'équipe se joignent à Robert pour une mission de sauvetage internationale. |   |                                         |                    |                  |                    |                        |
| 118 | 8 | De l'art de jeter un froid Cold Fusion  | Casey Willis       | Mark Ganek       | 28 octobre 2020    | 0,21                   |
| Archer et son équipe se rendent dans une base de recherche isolée en Antarctique, où ils se trouvent mêlés à une histoire de meurtre. |   |                                         |                    |                  |                    |                        |